# Єхидна (супутник)
Єхидна (42355) Typhon I (Echidna) — супутник транснептунового об'єкта 42355 Тифон. Його середній діаметр становить 84 кілометри, це трохи більше половини діаметра Тифона. Єхидна є першим виявленим супутником групи кентаврів.

## Орбітальні характеристики
Орбітальний період: 18,9709 ± 0,0064 днів, Середня орбітальна швидкість 0,0031 км/с.

## Фізичні характеристики
Абсолютна зоряна величина 6.35m. Діаметр оцінюється в 84 км (близько 62% від центрального тіла), ґрунтуючись на прийнятті альбедо таким як у Тифона, близько 5%. Дуже низька щільність 0,44 (+0,44/-0,17) г/см3 - менше, ніж у води - більше схоже на склад комети. Іншою можливістю було б, що Тифон і Єхидна є пористими всередині.